# Pieces of a Man (AZ)
Pieces of a Man è il secondo album del rapper statunitense AZ, pubblicato nel 1998.

## Descrizione e ricezione
| Recensione                     | Giudizio |
| ------------------------------ | -------- |
| AllMusic                       | [ 1 ]    |
| The Rolling Stone Albums Guide | [ 2 ]    |
| RapReviews                     | [ 3 ]    |

Alle produzioni sono presenti, tra gli altri, anche RZA, L.E.S. e i Trackmasters. Gli ospiti principali sono gli ex membri del supergruppo The Firm: Nas, Foxy Brown e Nature.
Generalmente ben accolto dalla critica specializzata, il disco è all'altezza delle aspettative e i suoi punti di forza si rivelano essere la capacità lirica del rapper e la produzione di Dr. Dre e dei Trackmasters. Come per il precedente Doe or Die, anche questo prodotto non riscuote un buon successo commerciale, relegando praticamente AZ ad «artista underground» nonostante l'album sia di un livello superiore.
Pieces of a Man è un album compatto circondato da un'atmosfera tetra, nonostante sia pieno di tipici brani da festa e richiami l'epoca della golden age dei primi anni novanta. Impareggiabile sotto il punto di vista lirico, il disco ristabilisce l'artista come uno dei «parolieri migliori e più sottovalutati» presenti nel circuito. James Corne di RapReviews arriva a definire AZ quale «spina dorsale dell'hip hop».

## Tracce
1. New Life (Album Intro) – 1:22 – Goldfinga
2. I'm Known – 2:11 – Goldfinga
3. How Ya Livin' (featuring Nas) – 4:30 – L.E.S.
4. Trading Places – 3:43 – Trackmasters
5. What's the Deal (featuring Kenny Greene) – 3:56 – Trackmasters
6. Love Is Love (featuring Half a Mill & Nature) – 5:14 – Goldfinga, Gucci Jones & AZ
7. The Pay Back – 3:06 – Goldfinga & Gucci Jones
8. Just Because – 2:53 – L.E.S.
9. SOSA – 2:05 – Trackmasters
10. It's a Boy Thing (featuring Nature) – 4:02 – Trackmasters
11. Pieces of a (Black) Man – 3:44 – Trackmasters
12. Last Dayz (featuring Monifah) – 5:19 – Smoove
13. Whatever Happened (The Birth) (featuring RZA) – 3:37 – RZA
14. Trial of the Century (featuring Foxy Brown & Panama P.I.) – 4:27 – Nashiem Myrick
15. Betcha Don't Know (featuring Keanna Henson) – 3:54 – Tony Dofat

## Classifiche

### Classifiche settimanali
| Classifica (1998)         | Posizione massima |
| ------------------------- | ----------------- |
| Stati Uniti               | 22                |
| US Top R&B/Hip-Hop Albums | 5                 |